# Freudenstadt járás
Freudenstadt járás egy járás Baden-Württembergben. Freudenstadt járás Calw, Tübingen, Zollernalb, Rottweil, Ortenau és Rastatt járásokkal határos. Lakosainak száma 118 243 fő (2019. december 31.).

## Népesség
A járás népessége az elmúlt években az alábbi módon változott:

| 2014 | 115 055 |
| 2019 | 118 243 |